# Pedro Brito Guimarães
Pedro Brito Guimarães (Jerumenha, 22 de fevereiro de 1954) é um bispo católico brasileiro. Foi o terceiro bispo de São Raimundo Nonato, no Piauí, e é o atual arcebispo de Palmas, no Tocantins.

## Formação
Em 1976 ingressou no seminário menor de Oeiras, no estado do Piauí, onde concluiu o ensino médio em 1978. No seminário maior de Fortaleza, graduou-se em filosofia e iniciou a teologia, curso que concluiu na Pontifícia Universidade Gregoriana em Roma. Foi ordenado presbítero em sua cidade natal no dia 26 de janeiro de 1986. No ano seguinte foi para Teresina onde foi professor e vice-reitor do seminário Sagrado Coração de Jesus.
Posteriormente retornou a Roma em duas ocasiões para prosseguir seus estudos em teologia dogmática: em 1988 para cursar o mestrado e em 1992 para o doutorado, que concluiu em 1995 com a tese Os Sacramentos como Atos Eclesiais e Proféticos. Um contributo ao conceito dogmático de sacramento, à luz da exegese contemporânea. Retornando ao Brasil, reassumiu suas funções no seminário de Teresina até julho de 2002, quando foi nomeado bispo da diocese de São Raimundo Nonato.

## Episcopado
Recebeu a ordenação episcopal no dia 14 de setembro de 2002 das mãos de Dom Augusto Alves da Rocha. Em outubro de 2010, foi nomeado arcebispo de Palmas. Tomou posse na arquidiocese em 17 de dezembro desse mesmo ano.
De 2007 a 2011 foi membro da Comissão Episcopal Pastoral para a Ação Missionária e Cooperação Intereclesial da CNBB. No dia 10 de maio de 2011 foi eleito Presidente da Comissão Episcopal Pastoral para os Ministérios Ordenados e a Vida Consagrada da CNBB, período a concluir-se em 2015.